# Picnic

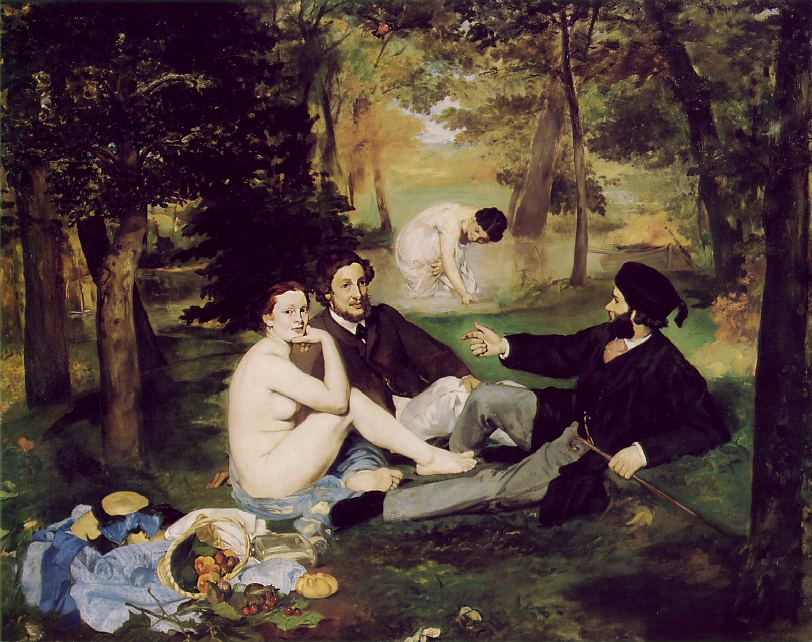
Colazione sull'erba, Édouard Manet (1863)

Con il termine picnic si identifica quel tradizionale pasto all'aperto compiuto in un contesto turistico o comunque che abbia una funzione sociale e ludica e non solamente alimentare. Ciò che lo caratterizza è il piacere del contatto con la natura e la partecipazione di più persone che provvedono a portare singolarmente il cibo che viene poi condiviso, senza avere l'ufficialità e lo sfarzo del convivio aristocratico-nobiliare.

## Origine del termine
L'etimologia deriva, attraverso la voce inglese picnic, dal termine composto piquenique, che in francese abbina piquer (prendere, rubacchiare, spilluzzicare) all'arcaico nique (piccola cosa di poco valore). Il termine sembra si sia diffuso a partire dalla fine del XVII secolo e, inizialmente, si riferiva alla frugalità dell'evento, eseguito al di fuori dei riti imposti dal pranzo, composto da pochi e semplici cibi sottratti direttamente alla cucina. L'Oxford English Dictionary registra l'apparizione, nella lingua inglese, del vocabolo Picnic nell'anno 1748, utilizzato da Lord Chesterfield Philip Stanhope (1694-1773).

## Storia
Durante il XVIII secolo la nobiltà era solita avere un seguito di servitori che imbandivano tavolate all'aria aperta, a seguito di partite di caccia che vedevano le prede essere preparate al momento. Nel XIX secolo ci si riferiva al picnic come alla consumazione di un pasto in allegria e in clima rilassato da effettuarsi sui prati, in riva ad un fiume o sulla spiaggia, perdendo il desiderio di aggregazione in favore di un approccio più intimo, ideale contorno per il corteggiamento.

## Nell'arte
È questa l'immagine che venne immortalata nell'arte pittorica che dal diciottesimo secolo sempre più venne riprodotta, prima come sfondo di scene di caccia e poi, dagli impressionisti, in ambito romantico. Il dipinto Colazione sull'erba (in francese Le déjeuner sur l'herbe) di Édouard Manet, realizzato dall'autore nel 1863, ne è un esempio. Celebre al riguardo è il film Picnic ad Hanging Rock, film di Peter Weir del 1975 tratto dall'omonimo romanzo della scrittrice australiana Joan Lindsay.

## Galleria d'immagini

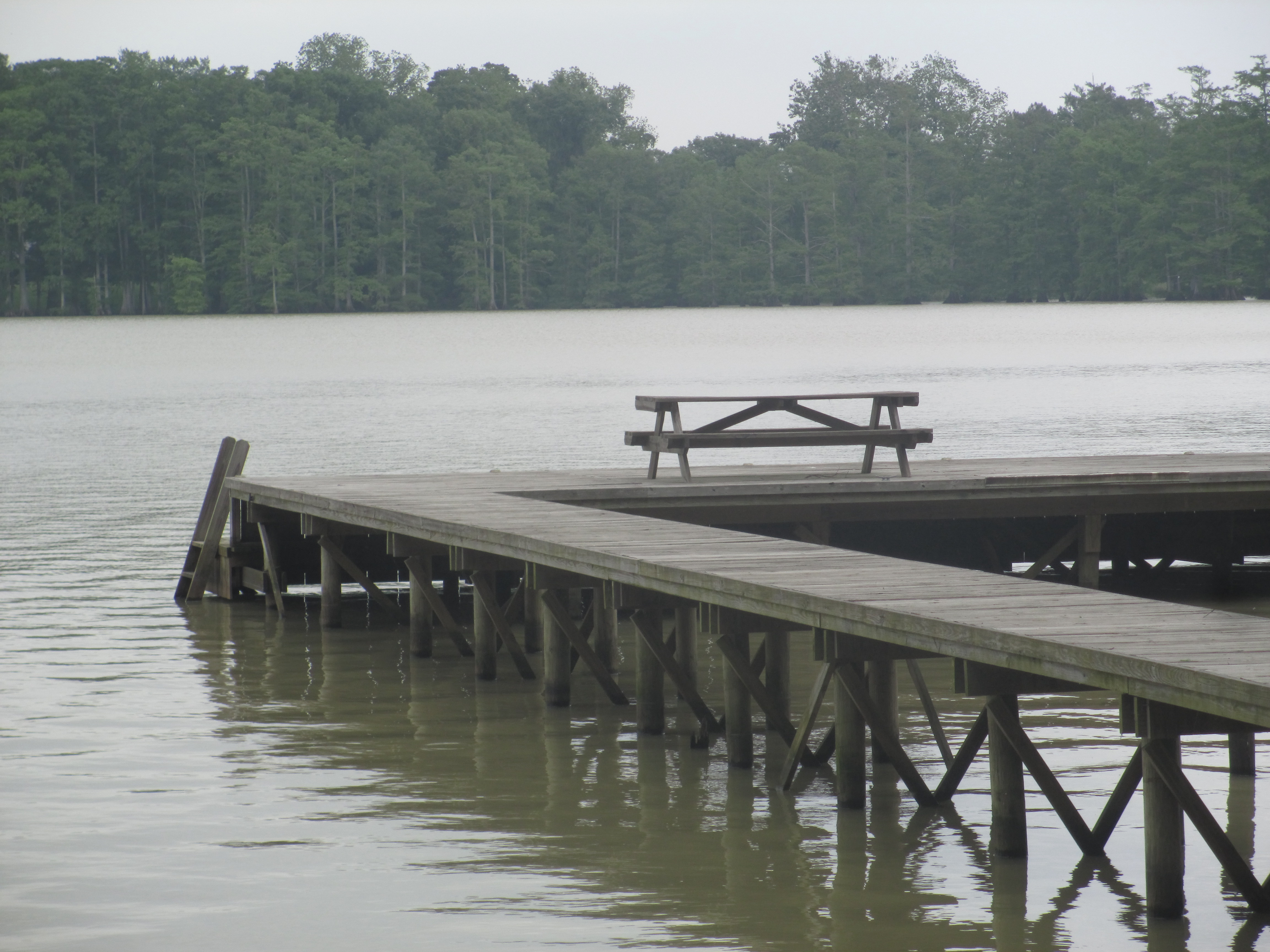
Un tavolo sul molo attende i picnic a Lake Providence, Louisiana, 2013.
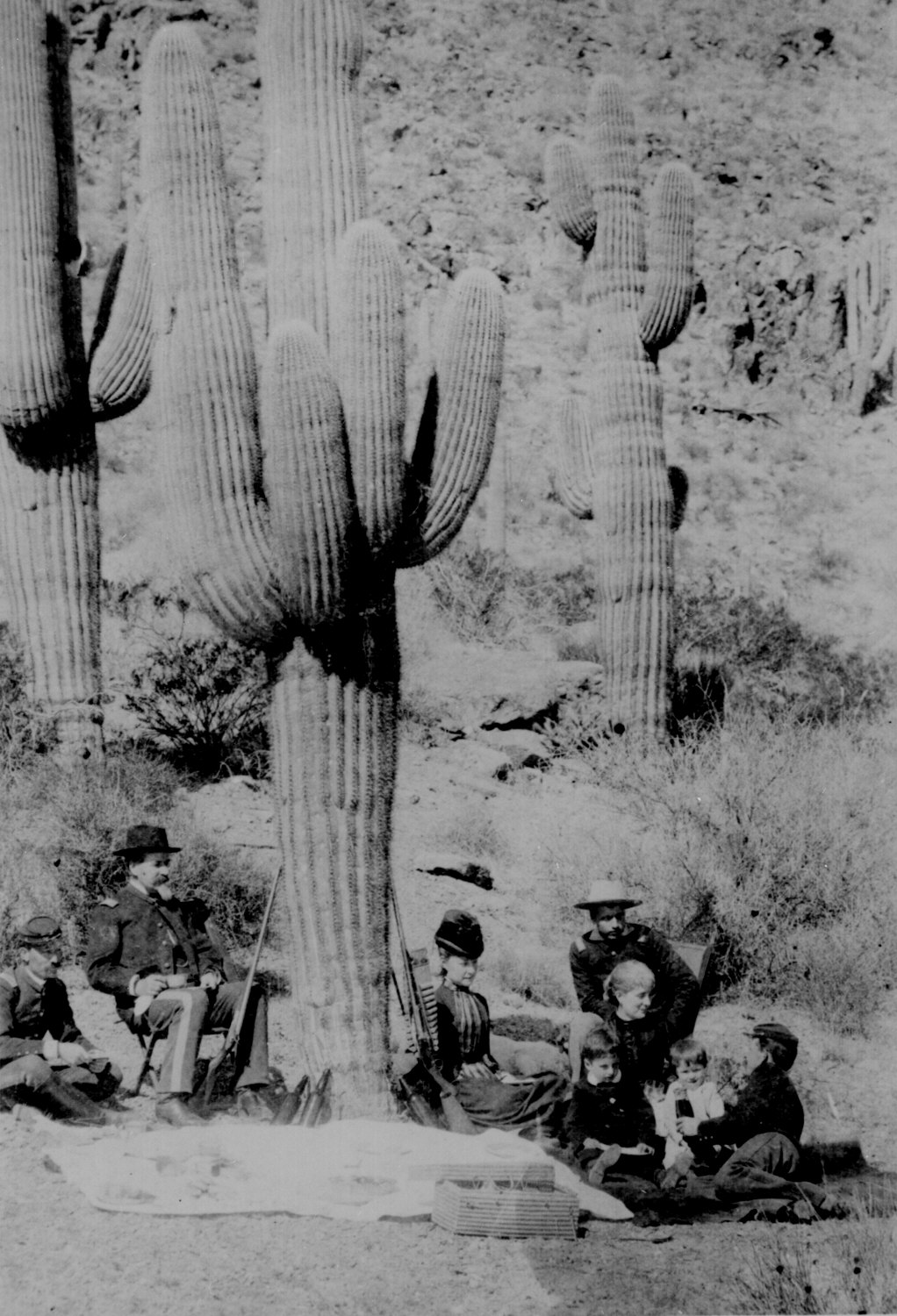
Gli ufficiali dell'esercito degli Stati Uniti e le loro famiglie fanno un picnic a Fort Thomas, in Arizona, nel 1886
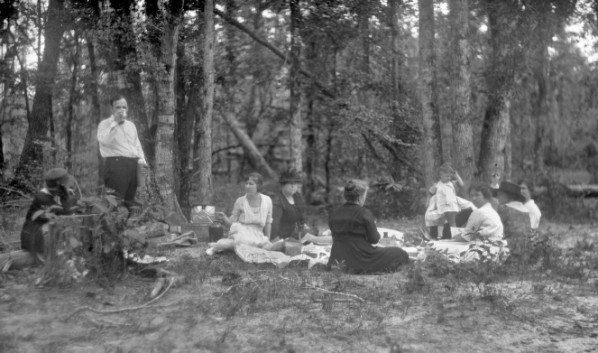
Picnic in una zona boscosa (Harry Walker, fotografo, circa 1900-1949)
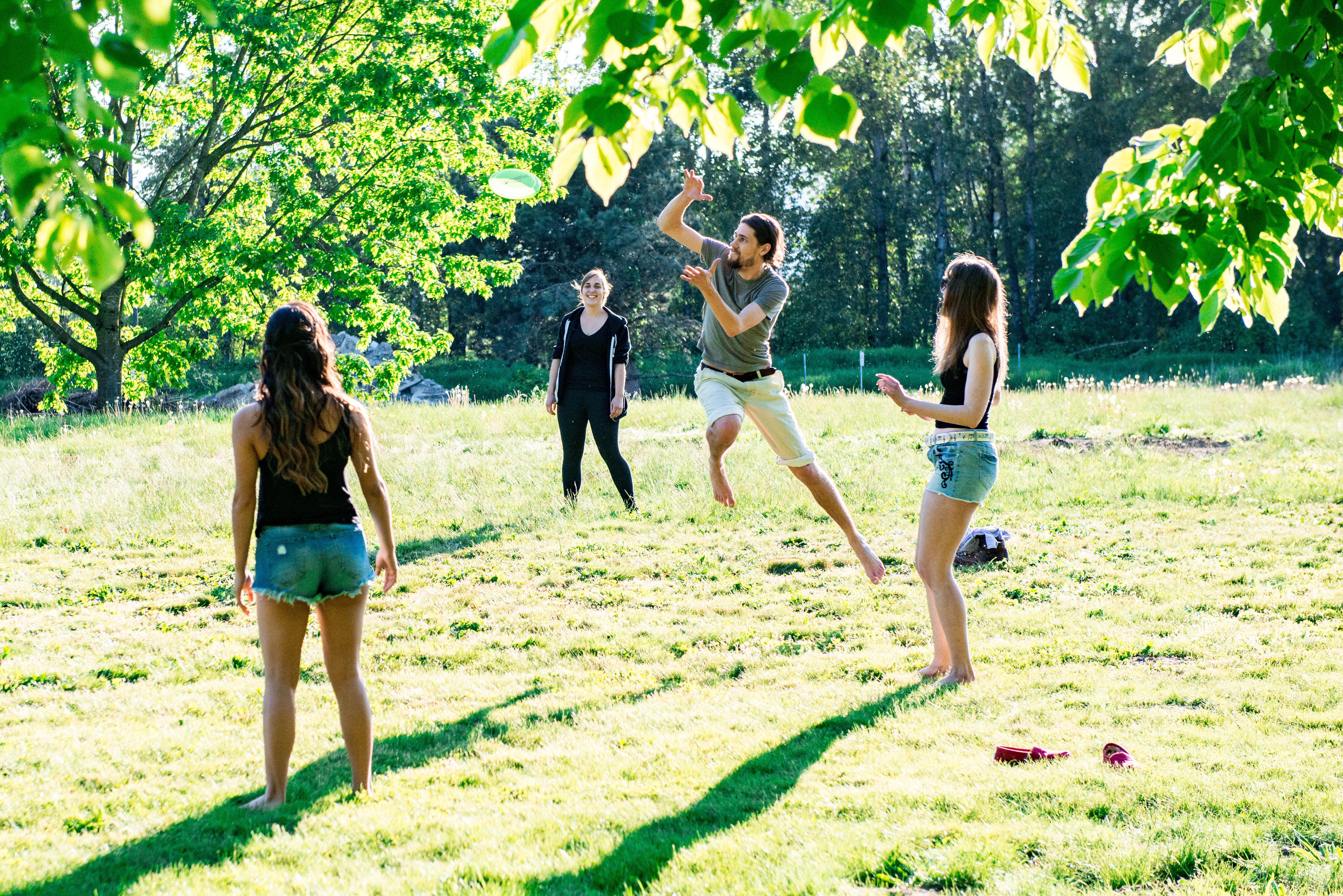
Studenti universitari statunitensi giocano a frisbee durante un picnic
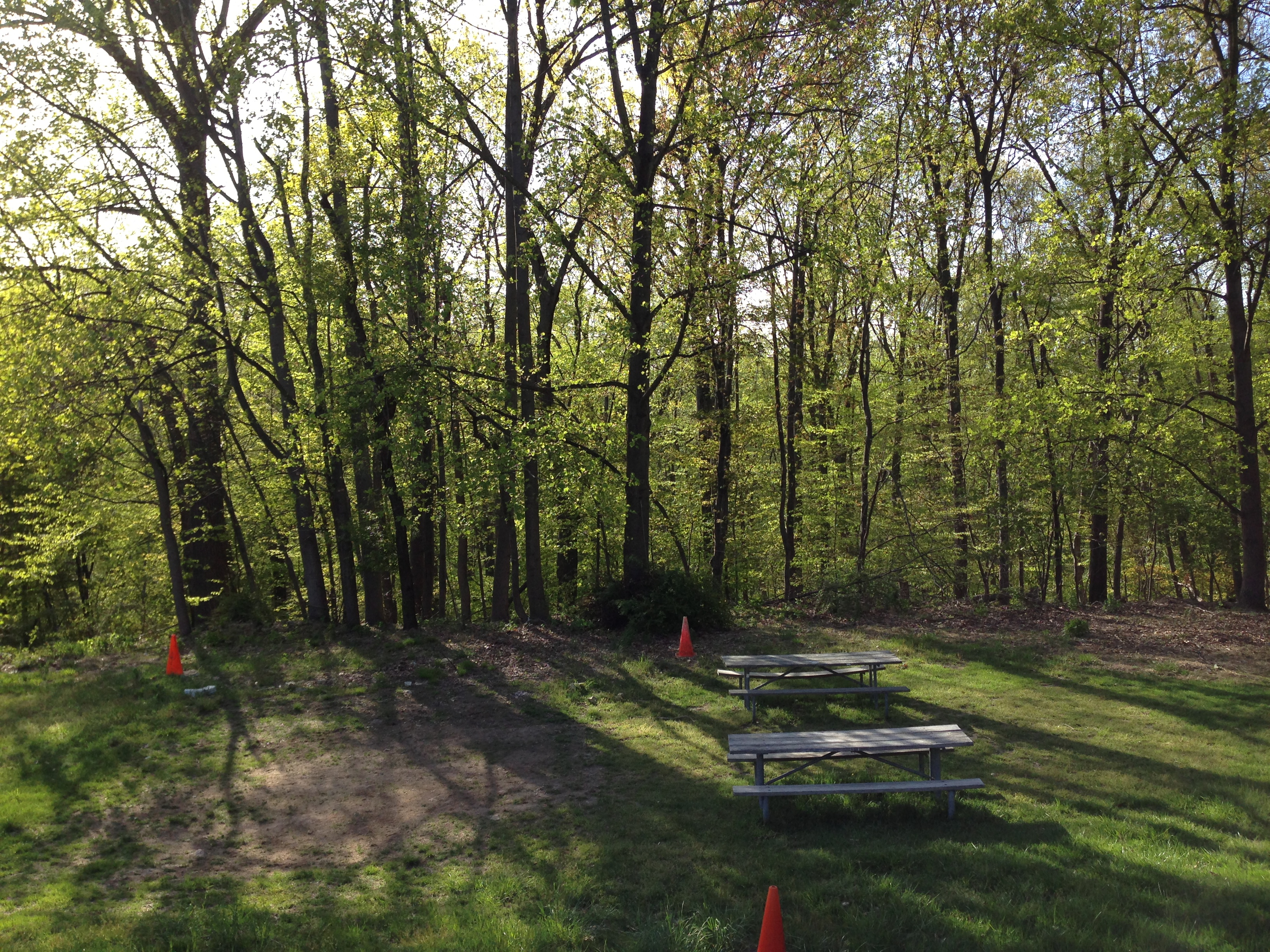
Area picnic accanto al Nature Center dell'YMCA Camp Bernie
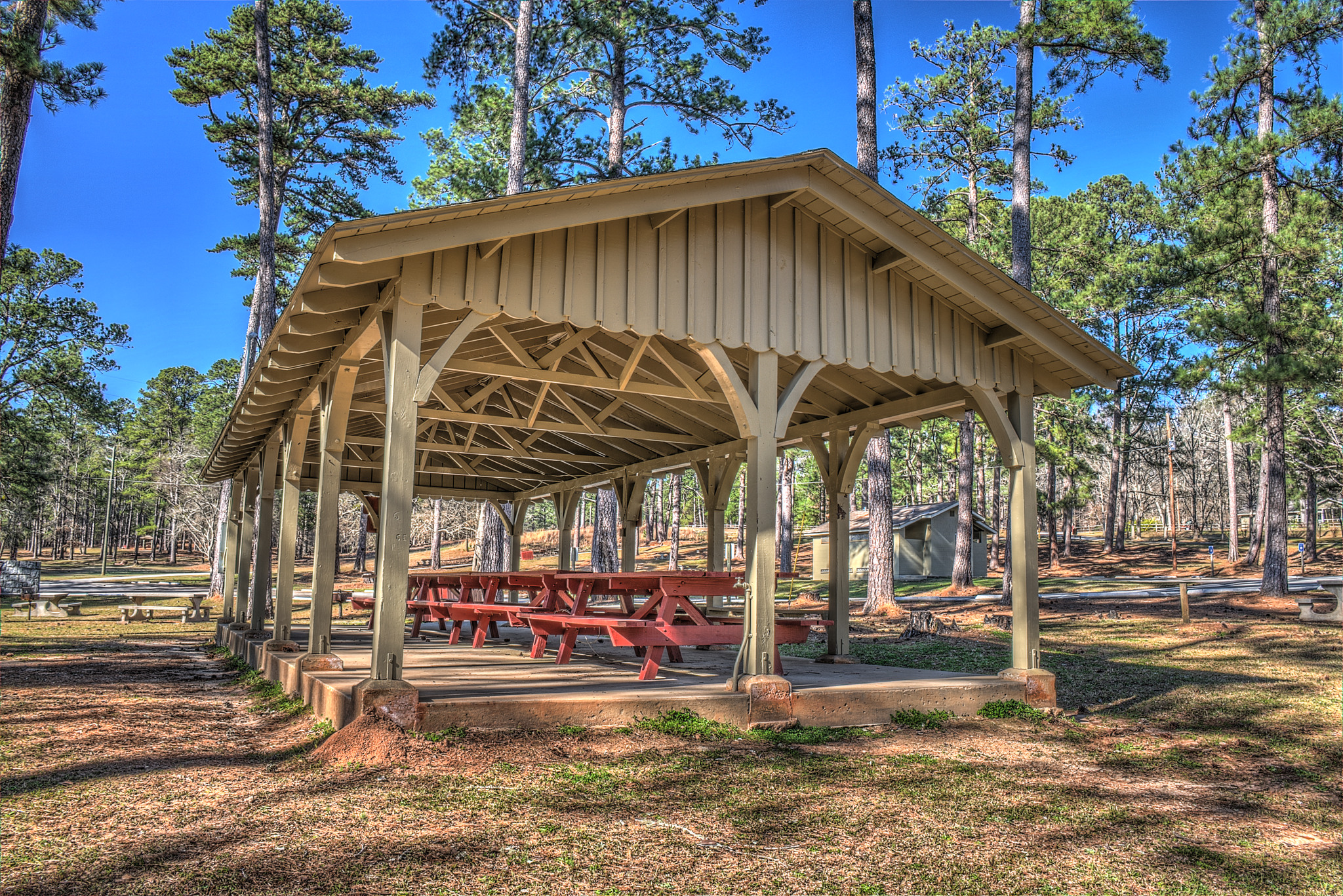
Rifugio per picnic all'Indian Springs State Park
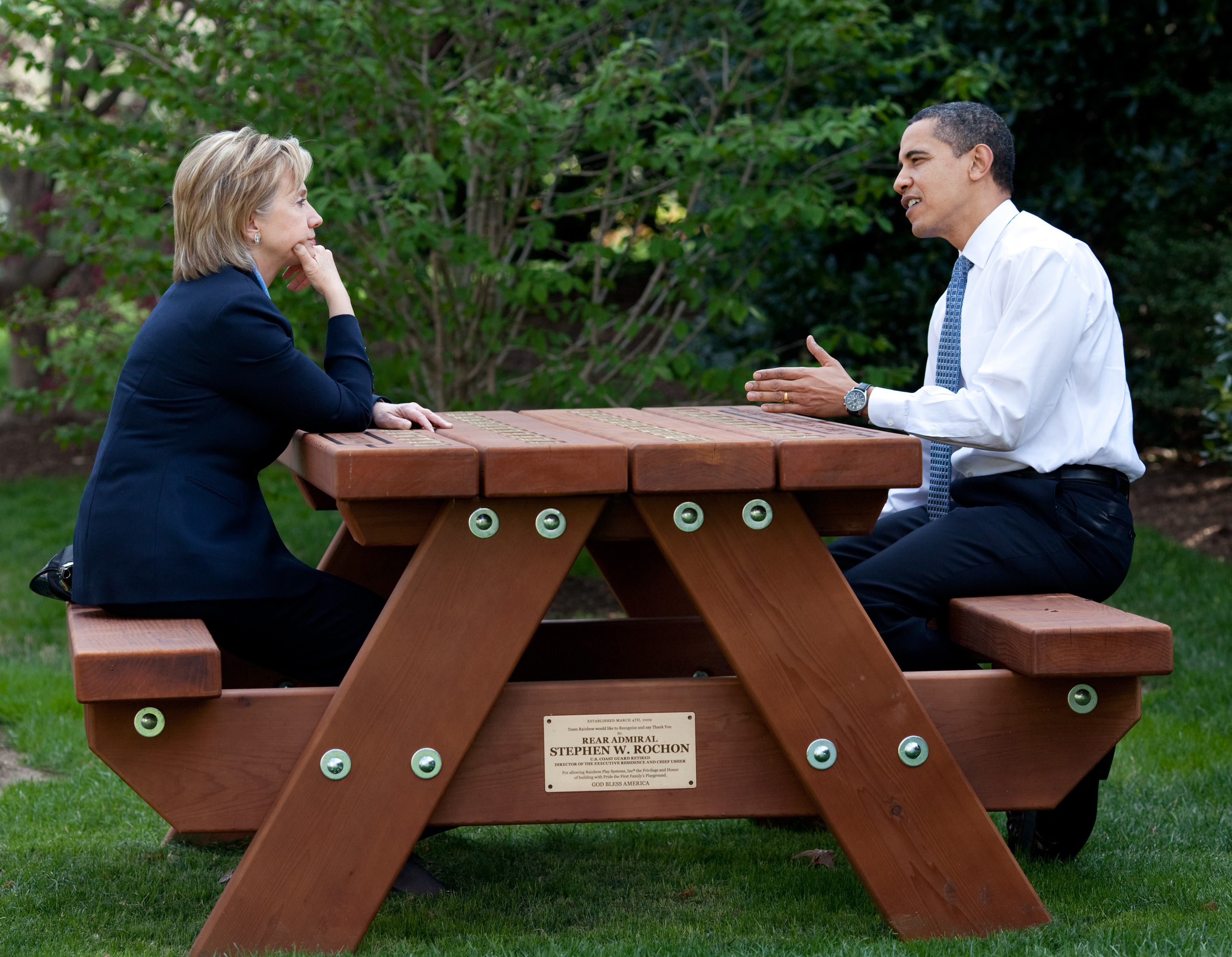
Hillary Clinton e Barack Obama seduti a un tavolo da picnic nel 2009
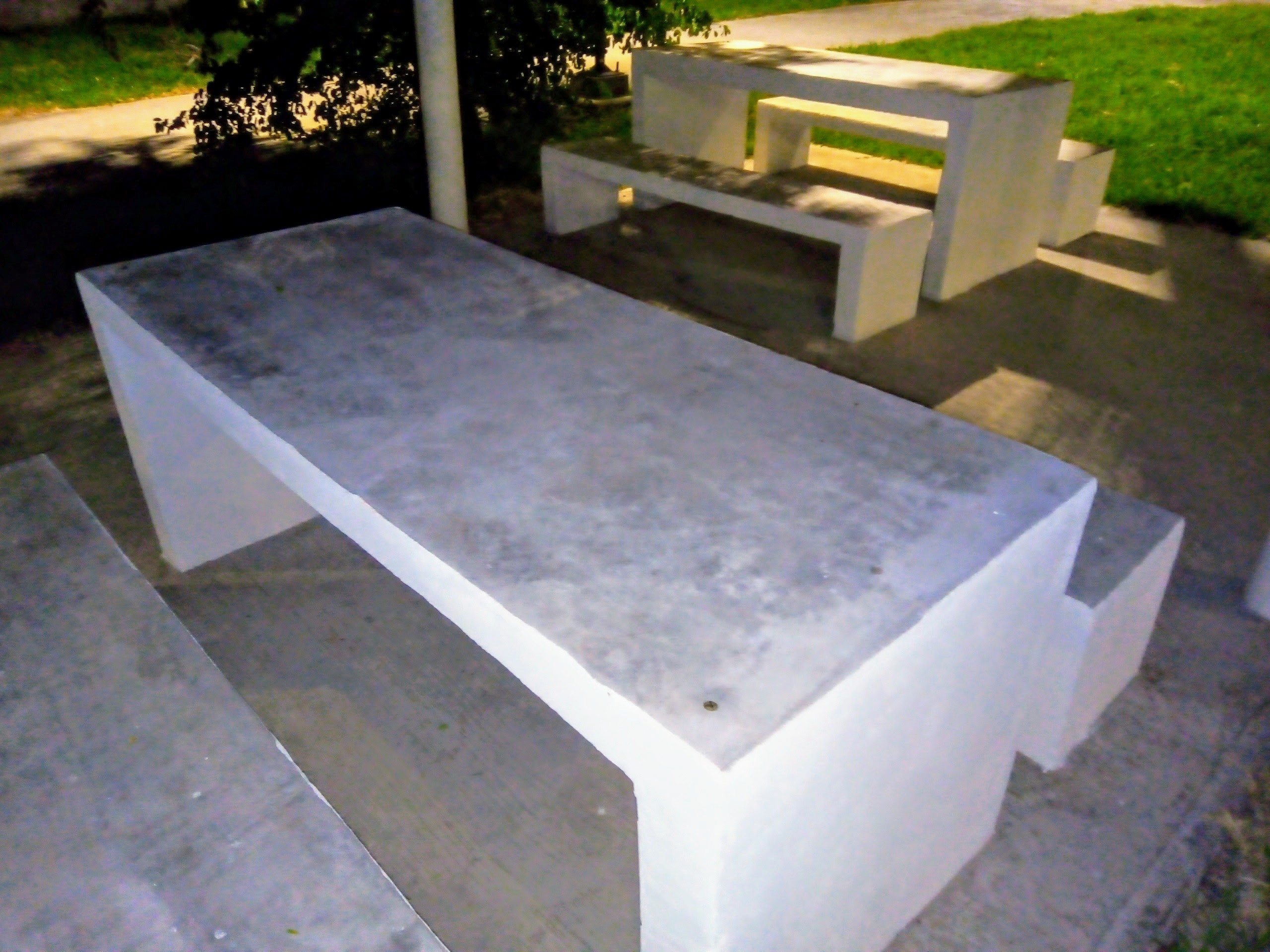
Tavoli da picnic
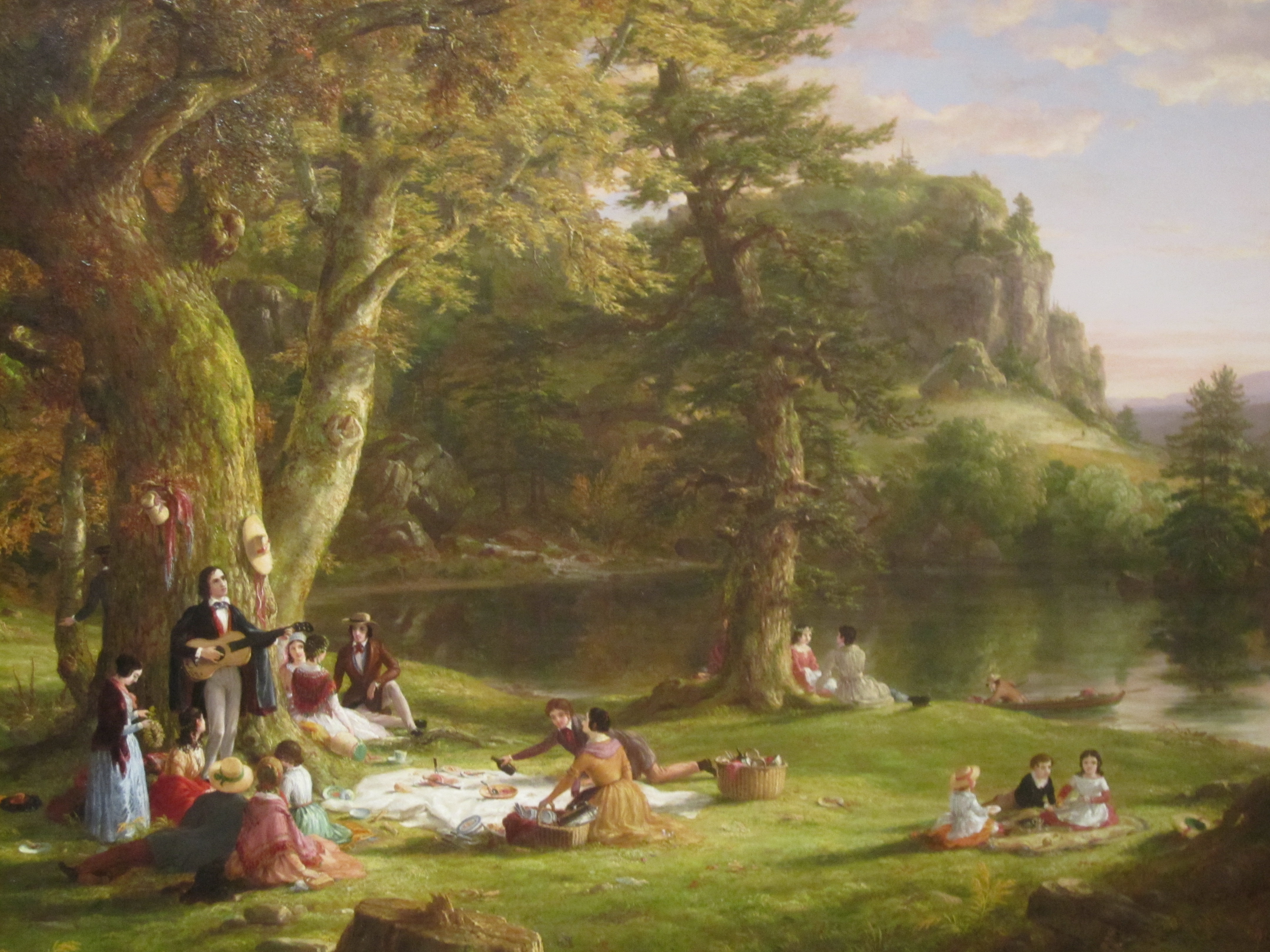
A Pic-Nic Party di Thomas Cole, 1846
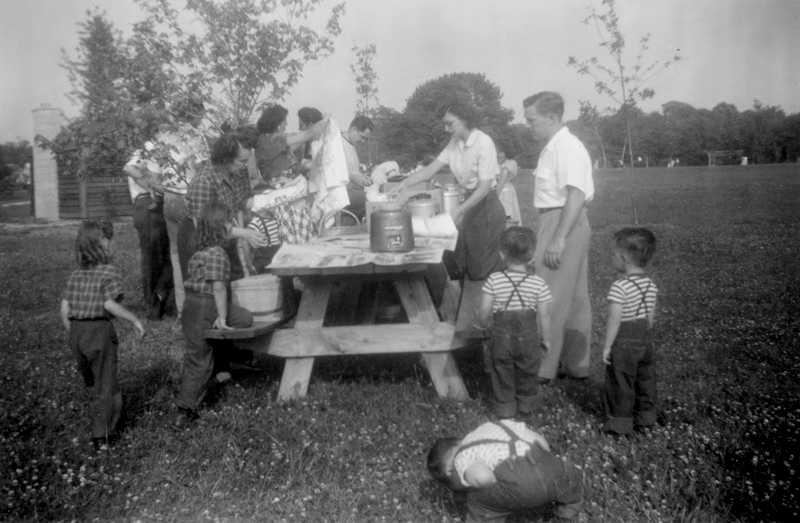
Una festa da picnic che si riunisce a Columbus, Ohio, c. 1950
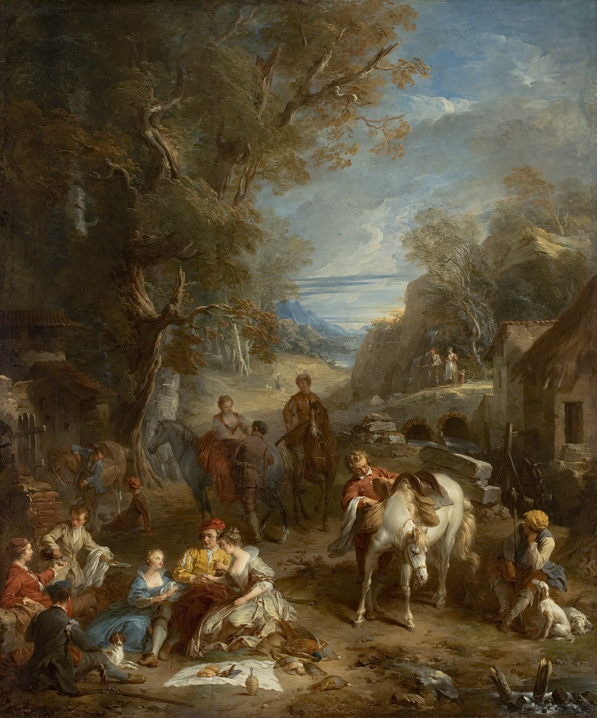
Hunt Picnic di François Lemoyne, 1723
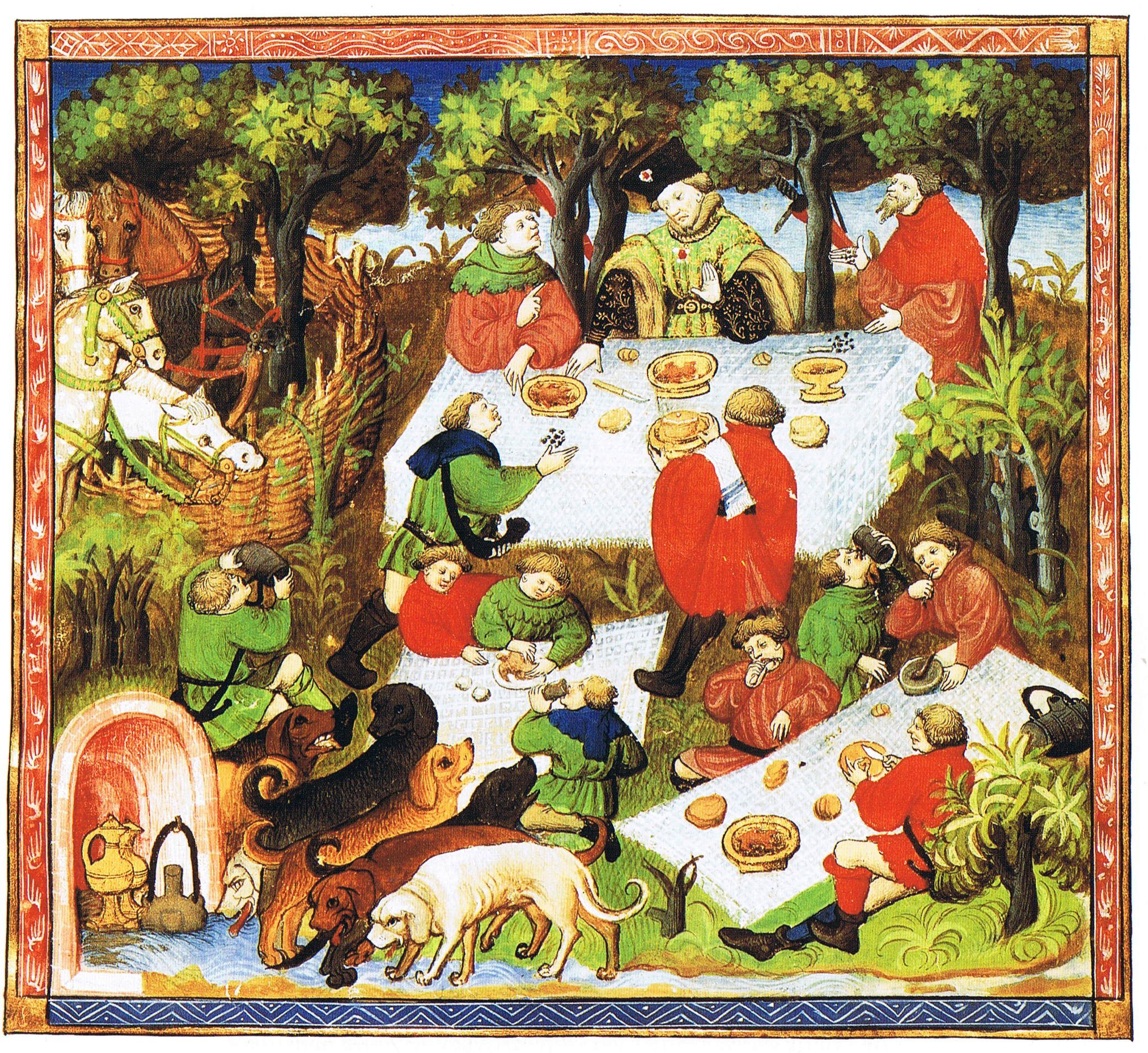
Un nobile con il suo entourage che si gode un picnic. Illustrazione da un'edizione francese del libro di caccia di Gaston Phoebus, XV secolo